# Raffetot
Raffetot ist eine französische Gemeinde mit 502 Einwohnern (Stand: 1. Januar 2022) im Département Seine-Maritime in der Region Normandie. Sie gehört zum Arrondissement Le Havre und zum Kanton Bolbec. Die Einwohner werden Raffetotais genannt.

## Geographie
Raffetot liegt etwa 31 Kilometer ostnordöstlich von Le Havre im Pays de Caux. Raffetot wird umgeben von den Nachbargemeinden Rouville im Norden und Nordwesten, Yébleron im Norden, Bolleville im Osten, Lanquetot im Süden, Bolbec im Südwesten sowie Nointot im Westen.

## Bevölkerungsentwicklung
| 1962                      | 1968 | 1975 | 1982 | 1990 | 1999 | 2006 | 2013 |
| ------------------------- | ---- | ---- | ---- | ---- | ---- | ---- | ---- |
| 447                       | 399  | 373  | 427  | 467  | 475  | 441  | 500  |
| Quelle: Cassini und INSEE |      |      |      |      |      |      |      |

## Sehenswürdigkeiten
- Kirche Notre-Dame-de-la-Nativité (Mariä Geburt) aus dem 13. Jahrhundert

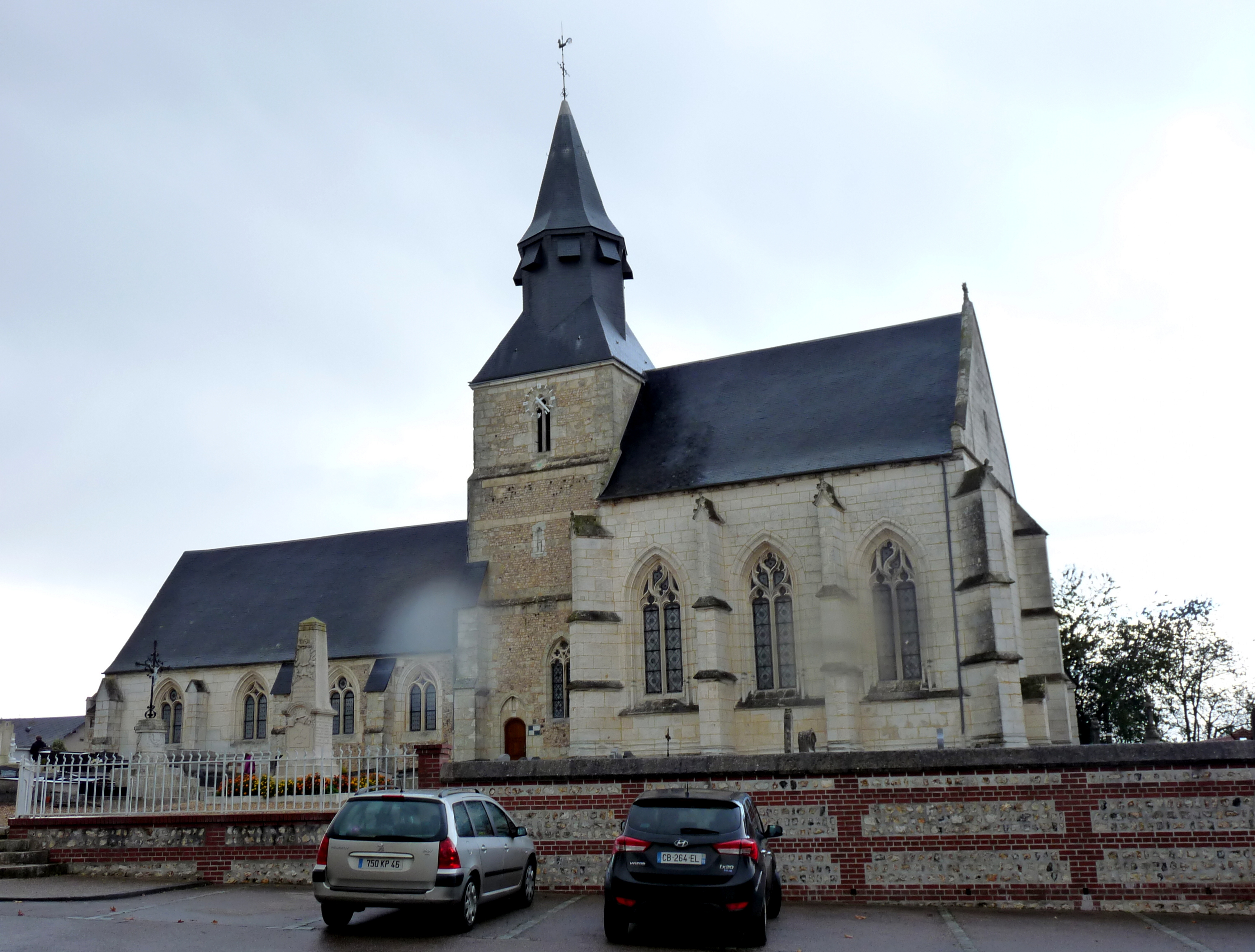
Kirche Mariä Geburt